# Admiralenklasse
De Admiralenklasse is een serie van acht torpedobootjagers die in de jaren twintig van de 20e eeuw in opdracht van de Koninklijke Marine werden gebouwd ter vervanging van de torpedobootjagers van de Wolfklasse. Het ontwerp was gebaseerd op dat van de Britse Amazon en Ambuscade.

## Schepen
Eerste groep:
- Piet Hein (PH)
- Evertsen (EV)
- Van Ghent (GT), ex-De Ruyter
- Kortenaer (KN)

Tweede groep:
- Van Galen (VG)
- Witte de With (WW)
- Banckert (BK)
- Van Nes (VN)

De schepen werden gebouwd op drie scheepswerven: vijf stuks door Burgerhout in Rotterdam, twee door Wilton-Fijenoord in Schiedam en één door De Schelde in Vlissingen.

## Levensloop

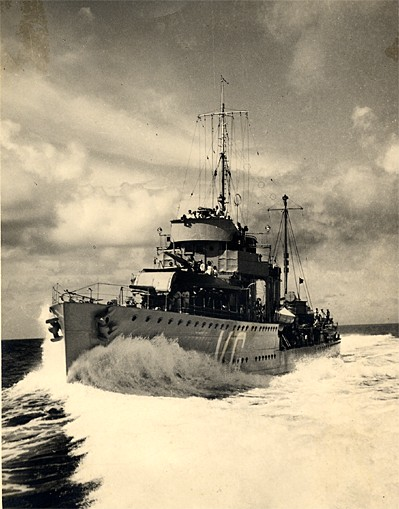
Hr.Ms. Van Galen

Tijdens de bouw van de lichte kruiser De Ruyter werd de torpedobootjager De Ruyter in 1934 hernoemd tot Van Ghent.
Alle schepen werden tijdens de Tweede Wereldoorlog tot zinken gebracht.
De schepen konden, met het oog op lange patrouilles in Nederlands Oost-Indië, een vliegtuig aan boord meenemen.